# Радіометрія
Радіометрія (рос. радиометрия, англ. radiometry, нім. Radiometrie f) — багатозначний термін, який у залежності від контексту може означати:
- Розділ фізики, що вивчає способи вимірювання енергії випромінення.
- Методи для вимірювання активності радіонуклідів у радіоактивних об'єктах (кількості розпадів за одиницю часу).
- Методи розвідування корисних копалин, який полягає у використанні радіохвиль для визначення структури гірських порід.
- Методи для виявлення радіоактивних руд та вод. Синонім — радіометрична розвідка.

Радіометрія — це набір методів вимірювання електромагнітного випромінювання, включаючи видиме світло. Радіометричні методи в оптиці характеризують розподіл потужності випромінювання в просторі на відміну від фотометричних методів, що характеризують взаємодію світла з оком людини. Принципова відмінність радіометрії від фотометрії полягає в тому, що радіометрія дає весь спектр оптичного випромінювання, а фотометрія обмежується видимим спектром. Радіометрія відрізняється від квантових методів, таких як підрахунок фотонів.
Використання радіометрів для визначення температури предметів і газів шляхом вимірювання потоку випромінювання називається пірометрією. Ручні пірометри часто продаються як інфрачервоні термометри.
Радіометрія важлива в астрономії, особливо радіоастрономії, і відіграє значну роль у дистанційному зондуванні Землі. Методи вимірювання, класифіковані як радіометрія в оптиці, у деяких астрономічних додатках називаються фотометрією, всупереч використанню цього терміна в оптиці.
Спектрорадіометрія — це вимірювання абсолютних радіометричних величин у вузьких діапазонах довжин хвиль.